# Битка в Яванско море
Битката в Яванско море (на индонезийски: Pertempuran Laut Jawa; на японски: スラバヤ沖海戦) е решителна военноморска битка в Тихоокеанската кампания през Втората световна война.
Съюзническите военноморски сили претърпяват катастрофално поражение, нанесено им от Императорските военноморски сили на 27 февруари 1942 г. Холандският контраадмирал Карел Дорман е убит в хода на операцията. Битката е последвана от няколко по-малки действия около остров Ява, включително малката, но значима битка в Зондския проток. Тези удари водят до японска окупация на цялата Нидерландска Индия.

## Контекст
Японското нахлуване в Нидерландска Индия напредва с голяма бързина, докато японците тръгват от островите Палау и превземат бази в Саравак и южните острови на Филипините. Превземат бази в източната част на Борнео и северната част на Сулавеси, докато конвои с войници, пазени от разрушители, крайцери и самолети изтребители от завладените бази, тръгват на юг през Макасарския проток в Молукско море. Опонираща на тези войски е малка сила, съставена от холандски, американски, британски и австралийски бойни кораби, много от които от времето на Първата световна война, под командването на адмирал Томас Харт.
На 23 януари 1942 г. сила от четири американски разрушителя напада японски конвой в Макасарския проток, докато захожда към Баликпапан, Борнео. На 13 февруари Съюзниците се сражават безуспешно в битката за Палембанг, целяща да попречи на японците да завладеят голямо нефтено пристанище в източната част на Суматра. През нощта на 19 срещу 20 февруари съюзнически сили нападат японски части близо до остров Бали в битката в протока Бадунг. Пак на 19 февруари японците бомбардират два пъти град Дарвин в континентална Австралия, веднъж със самолети от самолетоносач и веднъж със самолети от наземна база. Разрушенията в Дарвин го правя безполезен като депо за доставки и морска база, която да подкрепя действията в островите на север.
Малко преди започването на битката, шансът вече е на страната на японците. Съюзниците, от друга страна, нямат сплотеност (корабите принадлежат на четири различни военноморски сили) и са деморализирани от постоянните въздушни удари и общото настроение, че японците са непобедими. Координацията между съюзническите кораби и въздушните им сили също е слаба.

## Битка
Японските десантни части се събират за удар на Джава, а на 27 февруари 1942 г. основната съюзническа военноморска сила, под командването на Дорман, отплава на североизток от Сурабая, за да пресрещне конвой на японците, които захождат от Макасарския проток. Съюзническата сила е съставена от два тежки крайцера, три леки крайцера и девет разрушителя. Японската сила, защитаваща конвоя и командвана от контраадмирал Такео Такаги, е съставена от два тежки и два леки крайцера плюс 14 разрушителя. Японските тежки крайцери са много по-силни, въоръжени с по десет 200-mm оръдия и по-добри торпеда Тип 93. За сравнение, „Ексетър“ (HMS Exeter (68)), който участва в боя, е въоръжен само с шест 200-mm оръдия.
Съюзническите части започват атака срещу японците в Яванско море, а битката се разразява с прекъсвания от следобеда от полунощ, докато Съюзниците се опитват да достигнат и нападнат транспортните съдове на японския флот, но биват отблъсквани от по-мощния противник. Съюзниците разполагат с местно превъзходство във въздуха през деня, тъй като японските военновъздушни сили не могат да достигнат корабите си при лошите метеорологични условия. Времето влошава и комуникацията, което допълнително усложнява кооперирането между множеството съюзници. Японците, също така, заглушават радио пространството. „Ексетър“ е единственият кораб в битката, оборудван с радар.
Битката представлява последователни опити в продължение на седем часа от комбинираните сили на Дорман да се доберат до и да нападнат японския конвой. Всеки опит е отблъскван от ескортиращите сили с тежки загуби за Съюзниците.
Флотовете се засичат един друг около 16:00 часа на 27 февруари и се приближават в обсег за стрелба, откривайки огън в 16:16 часа. И двете страни проявяват лоши оръдейни и торпедистки умения през тази фаза на битката. Въпреки скорошните си подобрения, снарядите на „Ексетър“ дори не падат близо до японските мишени. Единственият значим резултат от първоначалната престрелка е, че „Ексетър“ бива критично повреден от удар по котелното помещение с 200-mm снаряд. Скоро след това корабът е ескортиран до Сурабая.
Японците изстрелват два огромни торпедни залпа, състоящи се от общо 92 торпеда, но само едно от тях бележи удар – по „Кортенаер“. Корабът се разцепва на две и потъва бързо след това.
„Електра“, която прикрива „Ексетър“, влиза в дуел с японските „Джинцу“ и „Асагумо“, нанасяйки няколко удара, но понасяйки тежки щети по корпуса си. След като избухва сериозен пожар на „Електра“, нейната останала оръдейна кула остава без боеприпаси и е наредено корабът да бъде напуснат. При японците „Асагумо“ се принуждава да се оттегли, поради щети.
Съюзническият флот се отказва и тръгва назад към 18:00 часа, прикриван от димна завеса, спусната от четири американски разрушителя. Те предприемат и торпедна атака, но от твърде голямо разстояние, за да бъде ефективна. Силата на Дорман се насочва на юг към брега на Ява, а след това на запад и север, докато нощта се спуска, в опит да заобиколи японската ескортираща група и да попадне на конвоя.
Малко след това, към 21:25 часа, „Юпитер“ удря мина и потъва, а 20 минути по-късно флотът минава покрай останките от потъналия по-рано „Кортенаер“, за да може „Енкаунтър“ да спаси оцелелите.
Съставът на Дорман, сега сведен до четири крайцера, отново се натъква на японска ескортираща група към 23:00 часа. Двете колони разменят огън в тъмнината от голяма дистанция, докато „Де Ройтер“ и „Ява“ са потопени от унищожителен торпеден залп. Дорман и повечето от екипажа му загиват на борда на „Де Ройтер“. Само 111 души са спасени от двата кораба. Остават единствено крайцерите „Пърт“ и „Хюстън“ (USS Houston (CA-30)) – и двата с малко останали гориво и амуниции, следвайки последните инструкции на Дорман, се оттеглят и пристигат в Джакарта на 28 февруари.
Въпреки че съюзническите кораби не достигат транспортния конвой, битката дава на защитниците на Ява отсрочка от един ден.

## Последствия
„Пърт“ и „Хюстън“ получават заповеди на 28 февруари да поемат курс към Зондския проток. Двата кораба нямат достатъчно време напълно да презаредят с провизии и гориво. Тръгвайки в 21:00 часа, те случайно се натъкват на японския конвой в залива на Бантен. Съюзническите кораби са нападнати от поне три крайцера и няколко разрушителя. След ожесточен среднощен бой, в полунощ на 1 март двата кораба са потопени. Японски миночистач и транспортен съд са потопени от приятелски огън.
След спешна поправка, лошо повреденият „Ексетър“ напуска Сурабая за Цейлон. Тръгва по здрачаване на 28 февруари и се насочва към Зондския проток, ескортиран от два разрушителя. Обаче, корабите са пресрещнати от японските тежки крайцери „Начи“, „Хагуро“, „Миоко“ и „Ашигара“ и придружаващите ги разрушители сутринта на 1 март. „Ексетър“ и „Енкаунтър“ са потопени заедно по обед, докато останалият разрушител „Поуп“ успява да избяга, само за да бъде потопен няколко часа по-късно от въздушно нападение.
Още един холандски и два американски разрушителя са потопени, докато се опитват да избягат от Австралия. Основната съюзническа военноморска сила в района е почти напълно унищожена: 10 кораба и около 2173 моряци са загубени. Битката в Яванско море води до приключването на големите съюзнически военноморски операции в Югоизточна Азия през 1942 г., а японските сухопътни сили нахлуват на остров Ява на 28 февруари. Холандският флот на практика е премахнат от азиатски води, а Нидерландия така и не успява да си възвърне контрола над колониите. Японците завладяват един от най-важните региони за производство на храна, както и находищата на четвъртия най-голям производител на нефт в света към 1940 г.
Американските и британските сили започват да се изтеглят към Австралия. Холандските сили, подпомагани от британски сили, се сражават яростно в продължение на седмица. В хода на кампанията японците екзекутират много съюзнически военнопленници. Съюзническите сили на Ява и околните острови се предават на 9 март.